# Ромеро, Пепе
Пепе Ромеро (исп. Pepe Romero; род. 8 марта 1944, Малага) — испанский гитарист. Выступает в сольных концертах, в составе квартета и с оркестрами.

## Биография
Пепе Ромеро был вторым сыном в «королевской гитарной семье» — исп. Los Romeros). Отец, легендарный Селедонио Ромеро, был его первым и единственным учителем гитары. Родители Пепе, Селедонио и Анхелита в начале 50-х эмигрировали из франкистской Испании со своими сыновьями в США. Позже музыкант выступил с большинством известных оркестров Филадельфии, Кливленда, Чикаго, Хьюстона, Детройта, Бостона, Нью-Йорка, Сан-Франциско и пр.
Однако первое профессиональное появление Пепе Ромеро на сцене состоялось в возрасте 7 лет, когда он принял участие в совместном с отцом концерте в севильском театре Лопе де Вега.
В настоящее время дискография Пепе Ромеро включает более шестидесяти записей. Пепе Ромеро возродил или впервые исполнил многие произведения таких композиторов как Фернандо Сор, Мауро Джулиани, Франсиско Молино, Фернандо Карулли, И. Каспар Мертц, Луиджи Боккерини и др..
Пепе Ромеро много гастролирует. В мае 2003 года прошли первые концерты гитариста в России — в Москве и Санкт-Петербурге, где гитарист также дал мастер-класс в память о своем учителе Хоакине Родриго.
24 мая 2013 Пепе Ромеро выступил в ММДМ.
Критика о Пепе Ромеро:

«Этот представитель славной династии гитаристов, которому аплодировали короли и президенты, известен своей феноменальной „техникой тысячи пальцев“. Специально для Ромеро писал Хоакин Родриго и другие гитарные композиторы-классики».
Вместе с отцом и братьями Пепе Ромеро принес квартету Los Romeros славу ведущего ансамбля классической гитары в мире. В составе Los Romeros он выступал в Белом Доме, в Ватикане для папы Иоанна Павла II, а также перед принцем Чарльзом, королём Испании Хуаном Карлосом I и королевой Софией, королевой Голландии Беатриче.

## Награды
- В 2000 году король Испании Хуан Карлос I возвёл Пепе Ромеро и его братьев Селина и Анхеля в кавалеры ордена Изабеллы Католической. Пепе Ромеро удостоен также Музыкальной премии Андалусии — высшего на его родине знака признания за вклад в искусство.
- В 2004 году получил звание выдающегося исполнителя Торнтонской музыкальной школы Южного университета Калифорнии.
- В 2007 год] вся семья Ромеро за огромный вклад в музыкальное творчество и высокий профессионализм получила президентскую «Премию за заслуги» от Recording Academy, той самой, что вручает премию Грэмми.
- Пепе Ромеро является почётным доктором музыки Университета Виктории (Британская Колумбия), преподает гитару в нескольких университетах.